# Cerro Walker
Cerro Walker es el nombre que recibe la montaña más alta de las seis que se encuentran en la parte norte de la isla de la Orchila y que alcanza los 139 metros de altura, y también del faro homónimo (Faro Cerro Walker J-6453; V-3Ø3Ø) que está ubicado en el sureste del Mar Caribe, en las Antillas Menores, en las coordenadas geográficas 11°48′41″N 66°11′05″O / 11.81139, -66.18472 y que administrativamente hace parte de las Dependencias Federales de Venezuela.